# Francisco Antônio de Sousa Queirós Filho
Francisco Antônio de Sousa Queirós Filho (1837 — 1917) foi um político brasileiro.

## Vida
Foi presidente da província de São Paulo, de 18 de maio a 2 de setembro de 1885.